# Zeta¹ Scorpii
A Zeta¹ Scorpii (Zeta1 Sco, ζ1 Scorpii, ζ1 Sco) egy B-típusú hiperóriás csillag a Skorpió csillagképben. A látszó magnitúdója 4,66-4,86 között van. Ez az egyik legnagyobb tömegű csillag a galaxisban, amelynek becsült tömege mintegy 60 naptömeg, tagja a Skorpió OB1 asszociációnak, valamint egy nyílt csillaghalmaznak az NGC 6231-nek, más néven az „északi ékszerdoboz” halmaz. Ez is az egyik legfényesebb ismert csillag a galaxisban, a becslések szerint a fényessége 1,7 milliószorosa a Napénak.
1. ↑  A catalogue of stellar rotational velocities, SIMBAD